# Mikuláš Pálffy (1552–1600)
Mikuláš II. Pálfy z Erdődu (maďarsky Pálffy Miklós, 10. září 1552, Čabraď  - 23. dubna 1600, Častá - Červený Kameň) byl uherský šlechtic z významného rodu Pálffyů z Erdődu, politik a diplomat, účastník četných bojů proti Turkům.

## Život
Mikuláš II. se narodil v hornouherské Čarbradi, jako syn Petra Pálffyho († 1568), méně známého feudála a účastníka protitureckých bojů a jeho manželky Žofie, rozené Deršfiové. Mikuláš Pálffy měl tři sestry a čtyři bratry. 

### Funkce
Především vlastními silami a schopnostmi dosáhl významné funkce: od roku 1574 byl královským stolníkem, v roce 1580 se stal kapitánem Bratislavského hradu a županem Bratislavské župy, které mu Rudolf II. v roce 1599 potvrdil a dal do dědičné držby. V roce 1581 se stal královským komorníkem, v roce 1582 skutečným vnitřním tajným radou, v roce 1584 kapitánem Komárna a županem komárenské župy. Od roku 1598 získal od Rudolfa II. titul říšský hrabě.

### Vojenská činnost
Mikuláš Pálffy se podle vzoru a příkladu svého otce zúčastnil protitureckých bojů na slovenském území. Byl nejvýznamnějším velitelem v 15leté válce proti Turecku. V roce 1593 se zúčastnil bojů u Pákozdu a přispěl k vítězství císařských vojsk, byl při obléhání Stoličného Bělehradu, dobyl několik pohraničních hradů a pevnosti (Fiľakovo, Divín, Modrý Kámen, Szécsény, Drégelypalánk, v roce 1594 Novohrad, 1595 Štúrovo, 1596 Vác, 1598 Ráb, Tata, Veszprém, Palota, Nagyvászony, 1599 bojoval u Stoličného Bělehradu, Budína a Pešti).

### Majetek

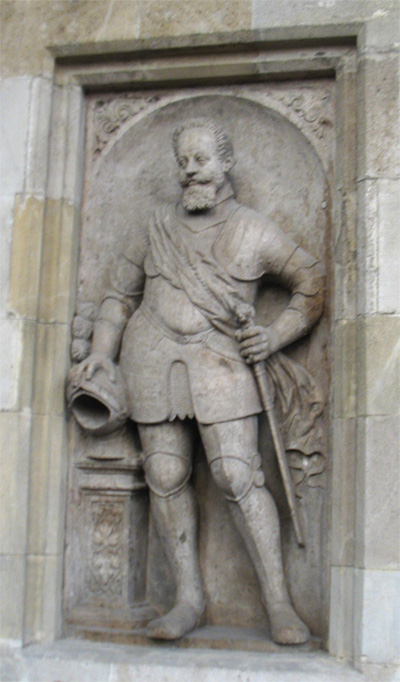
Náhrobek Mikuláše Pálffyho v bratislavské katedrále sv. Martina

Mikuláš Pálffy byl na jedné straně významný vojenský velitel, ale zároveň i podnikatel. Pro císařské vojsko dodával základní potraviny (obilí, víno, maso), čímž nabyl obrovského majetku. Zároveň za své služby dostával různé statky a manželstvím s Marií Magdalenou Fuggerovou získal hrad a panství Červený Kameň (západní Slovensko), v roce 1599 získal bratislavské panství.

### Manželství a potomstvo
Mikuláš Pálfy z Erdődu se oženil s Marií Magdalenou z bohatého augsburského rodu Fuggerů, což mu částečně pomohlo při společenském vzestupu. Manželé spolu měli 5 synů a 3 dcery, z toho:
- Štěpán (1585/1586–1646), císařský generál, bratislavský župan, strážce koruny
- Jan (1587–1646)
- Pavel (asi 1590–1653), uherský palatin
- Mikuláš (1593–1621), královský komorník